# Oli d'Abramelín
L'oli d'Abramelín és una suposada substància màgica usada en alguns rituals de l'ocultisme. El seu nom ve de El llibre d'Abramelín, on es descriu la seva preparació i efectes i s'afirma que deriva de l'oli sant que Moisès va usar per a les uncions. També apareix descrit en tradicions de la càbala.

## Preparació
La recepta concreta varia segons la tradició, però la majoria d'ingredients són comuns: mirra, oli d'oliva, canyella i càlam. Ingredients específics, que només apareixen en alguns llibres màgics, són arrel de zingiberàcia o cannabis. Cada ingredient té un caràcter simbòlic i s'ha de barrejar seguint la proporció exacta consignada al llibre font, mentre es consagra i es deixa en un recipient sota un altar perquè activi els seus poders màgics. Llavors s'aplica al front del mag, perquè il·lumini la seva raó i pugui accedir al món ocult.

## Efectes
Els suposats efectes de l'oli màgic són diversos. D'una banda potencien tots els rituals, encanteris o meditacions que dugui a terme la persona ungida amb ell, pel seu caràcter sagrat. De l'altra, poden activar els sentits, fer que el mag voli o es faci invisible i ajuda a localitzar tresors o objectes amagats.